# Rocca di Mezzo (Rocca Canterano)
Rocca di Mezzo is een plaats (frazione) in de Italiaanse gemeente Rocca Canterano.